# さわるメイドインワリオ
『さわるメイドインワリオ』は任天堂より発売されたニンテンドーDS用バラエティーゲーム（公称ジャンルは"さわる瞬間アクションゲーム"）。メイド イン ワリオシリーズの基本を踏襲しつつ、ニンテンドーDSのタッチパネルやマイクで操作を行う作品である。北米以外ではDS本体と同時発売。
なお、日本ではシリーズ4作目となるが、日本国外では『まわるメイドインワリオ』よりも先にこちらが発売されている（アメリカでは"WarioWare Touched!"（本作）が2005年2月14日発売、"WarioWare TWISTED!"（『まわる～』）が同年5月23日発売）。中国では「摸摸瓦力欧制造」(拼音:mōmōwǎlìōuzhìzào、カタカナ:モーモーワーリーオウジーザオ)の名称で発売されている。
シリーズで唯一ミリオンセラーを達成している。
2016年3月17日から7月1日までマイニンテンドーのポイント交換ギフトにニンテンドー3DS専用のバーチャルコンソール（本体上ではDSiウェア扱い）として登場していた。

## 基本ルール
基本的なルールは『メイド イン ワリオ』『まわるメイドインワリオ』と同様。ポーズ以外のほぼすべての動作はタッチパネルで行う。
ゲームを進めてゆくことで、メニュー画面に「おたから」と呼ばれるアイテムが出現する。これらは『まわる』の「ガチャコロン」同様、ミニゲームなど様々なものがある。「おたから」は好みに応じて「ごちゃルーム」という場所にしまったり、あるいはメニューに出しっぱなしにしておくことができる。
本作からスコアは最初から何ゲーム目まで行ったかがスコアになる。

## 登場キャラクター
登場キャラクターの詳細はメイド イン ワリオシリーズを参照
ワリオ （ジャンル：おためしタッチ）
いつものように金儲けをたくらむワリオカンパニー社長。今回は2画面+タッチパネルのゲームに着目する。なお、そのゲーム機は石につまずいて普通のゲーム機2台（ゲームボーイアドバンスとゲームボーイアドバンスSP）をマンホールに落としてしまった際に、そのマンホールから出てきた神様から強奪した物。
オープニング後、チョコレートを2個を食べたら、虫歯になる。ワリオバイクに乗って、マツデンタルクリニックの歯医者さんで虫歯をやっつけてキレイになる。エンディング後、マツデンタルクリニックの帰りにケーキ屋さんのミヤコのショートケーキ10個を買い、ショートケーキを食べようとしたが、マツシカ先生に「しばらく何も食べてはいけない」と注意されたことを思い出すも、気にせず食べてまた虫歯になる。
オープニングイベントは虫歯の治療。
モナ （ジャンル：みじかいタッチ）
ピザ屋でバイトしつつ、バンドを結成しデビュー前から人気の的に。ベース担当。今回の彼女のゲームは移動幅の小さい物。
オープニングイベントはギターの演奏。
ジミー・T. （ジャンル：こするタッチ）
相も変わらず携帯写メールにハマっている、クラブ・サトーの常連客。『まわる』では両親が登場したが、今回は弟ジェームスや妹ジェイミーも登場する（途中に登場する2つのリミックスステージはこの2人が担当）。リミックス1（ワリオ・モナ・ジミーのゲームをリミックス）ではジェイミーが、リミックス2（カット＆アナ・アシュリー・Dr.クライゴアのゲームをリミックス）ではジェームスが担当する。彼のゲームは画面をこするタイプ。
オープニングイベントはジミーの髪に入った虫を追い出す。
カット&アナ （ジャンル：なが～いタッチ）
幼稚園のお遊戯で主役に抜擢された双子の忍者姉妹。長い距離をなぞるタイプのゲームが待ち受ける。
オープニングイベントはカットにメモを書いて残す。
アシュリー （ジャンル：つまんでタッチ）
本作の新キャラ。魔女見習いの無口な少女。レッドという名の使い魔がいる。彼女たちのゲームは物を持ったまま動かすタイプのゲーム。
オープニングイベントは全ての材料を鍋に入れる。
Dr.クライゴア （ジャンル：かいてんタッチ）
今回はあらゆる物体を再生する装置を開発、ひょんなことからDr.クライゴアのスーツが変身してしまった姿。彼のゲームは円を描くタイプの物。
オープニングイベントは装置のハンドルを回す。  (ステージいる時 少しお尻 膨らんでいる)
マイク （ジャンル：ふ～ふ～マイク）
本作の新キャラ。Dr.クライゴアが暇潰しに作ったカラオケロボット。ニンテンドーDSのマイクに息を吹きかけるタイプのゲームを持つ。
オープニングイベントは窓際に残った埃を吹き飛ばす。
ナインボルト&エイティーンボルト （ジャンル：にんてんタッチ）
"27ボルト"なるユニットを結成するまでに至った、ダイヤモンド小学校の仲良し2人組。歴代任天堂製品をベースとしたプチゲームを多数持っている。
オープニングイベントはゲームキューブにディスクをセットする。
ワリオマン （ジャンル：かんぺきタッチ）
ひょんなことからマンドラゴラによりワリオが変身してしまった姿。ストーリー上最終ボス的扱いで、ワリオがプチゲームに出現するところも『まわる』と同じ。
オープニングイベントは病原菌を突いた後に食べさせる。
赤熊（ジャンル：ごちゃまぜ）
ミュージックがおためしタッチと同じ。
白熊（ジャンル：スリリング）
通常4回のライフがあるが、1つしかなく、1回の失敗でゲームオーバー。他のシリーズはレベル3だが、このシリーズはレベル2。
またランダムにボスゲームが出てきて、それをクリアするとライフを1UPさせることができる。
黄色熊（ジャンル：げきむず）
1階からハイスピード（高速）で、制限時間も短い。
ドリブル&スピッツ
今回は脇役に回っておりほとんど出番がないが、新しいステージが登場したときにそのキャラクターをタクシーに乗せて運んでくる。マイクステージのエピローグにも登場する。
オービュロン
上の二人と同様に脇役に回っている。メニュー画面で宇宙船から顔を出したり、ゲーム中で手に入れた「おたから」を放り出すことがある。また、一部ステージのストーリーデモにも登場する。
マンドラゴラ
ワリオの家の冷蔵庫に紛れ込んでいた謎の生物。この生物をワリオがニンニクと間違えて食べたことによりワリオマンに変身する。爆弾を食べさせると元に戻る。本名は「マンドラゴラよしお」で、エンディングクレジットでその名前が明らかになる。

## 豆知識
- 『メイド イン ワリオ』シリーズで、現在日本での売り上げ本数が唯一100万本を突破している作品である。ニンテンドーDS発売初期は『スーパーマリオ64DS』とともにハード売り上げの大きな牽引役となった。
- 日本では同じくミニゲームをプレイして進行する形式の『きみのためなら死ねる』（セガ）が同日発売されている。同ゲームは全体的に1つのストーリーを持ってゲームを進める形式となっている。
- タッチペンをメインに使うゲームの為、左利きのユーザーを考慮して利き手の設定・変更ができるようになっている。なお、どちらのユーザーもプレイしやすいように、ゲーム画面が右利き・左利きとで微妙に異なっている。
- ダブルスロットに対応しており（DSi、DSi LL、3DS、3DS LL、New 3DS、New 3DS LL、2DS、New 2DS LLは利用不可）、ニンテンドーDSのGBA用スロットに『まわるメイドインワリオ』をセットして本作を起動することで、同作品の曲の一つ『こちら★モナピザ』の特典映像を「おたから」として獲得することができる（通常のプレイでは獲得不可）。
- 本作の初回ロットでは、一部ロットのDS本体との組み合わせで、カット&アナステージの一部のプチゲームが正常にプレイできないという不具合があった。2004年12月下旬に発覚し[3]、この件に対して任天堂はソフトの無償交換に応じるという対応を取っている（2018年3月末をもって交換対応終了）[4]。
- パッケージの背景色は地域によって黄色の所とオレンジ色の所がある。日本および韓国・ヨーロッパ・オセアニアは黄色、北米ではオレンジ。
- 『まわる』同様、タイトル画面でタッチパネル部分に現れた物に触れたり動かすことで、様々な反応がある。
- プチゲームの数は先述したとおり181であるが、その内訳はワリオが21、他が各20となっている。
- 『あつまれ!!メイド イン ワリオ』同様、図鑑モードでのプチゲームプレイ時にはスコア表示時の背景の色でプチゲームのレベルがわかる。
- 図鑑モードではマイクを使うゲーム（マイクステージ全般、ナインボルト・ワリオマンステージにも一部存在する）に関し、6回ごと（偶数回目のLV3）に「フーするな!」というプチゲームが登場する。マイクステージ内ではランダムで登場する。
- 本作ではプチゲームの成功・失敗が既に確定している場合、4拍単位でカウントダウンが途中終了し次のプチゲームへ進む。ただし、アシュリーステージでは発生せず最後までカウントダウンが行われる（これはステージ中流れるアシュリーのテーマソングが、ボスゲーム開始のタイミングで丁度終わるようになっている為である）。
- 本作ではそれまでの作品と異なり、各キャラクターに制限時間の長い物と短い物が混在している。また、アシュリーステージに限り出現するプチゲームの制限時間の長短の順番が設定されている（"長短短短"を3回繰り返した後ボスゲームとなる）。
- アシュリーステージの長い物のプチゲームには順番が存在する。ロウソク、ヤマかじ、ベビーペンギン、グループわけ、けんびきょう、バーゲン、グループわけ…と続く。
- 本作以降、スコアの計算は「挑戦したプチゲームの数」（プチゲーム開始時にカウントアップ）となっており、たとえ1回もクリアできなかった場合でも4点になる（『初代』では正否判定後ライフの処理が終わった後にカウントされるため3点、『まわる』では失敗時はスコアにカウントされないため0点）。
- 今回は前2作と比べ大幅に1周がやさしくなっている。前作に比べてステージ開始時のテンポが下がった他、半分のステージはスピードアップが1周1回になっている。また、成功と失敗の声が一言になり、区別がついている。
- 一部の日本語パッケージ版ではボスステージ突入時のBGMに違いがあり、スピードアップ・レベルアップ時のものと同一となっている。(本来は専用に用意されたBGMが使用されている)またゲームオーバー時のBGM速度にも違いが見られ、一部の日本語パッケージ版は最終スコア時の速度のままとなっている。(本来は初期速度に戻る)